# Manchester Apollo
 (février 2024).
Si vous disposez d'ouvrages ou d'articles de référence ou si vous connaissez des sites web de qualité traitant du thème abordé ici, merci de compléter l'article en donnant les références utiles à sa vérifiabilité et en les liant à la section « Notes et références ».
L'O2 Apollo Manchester (à l'origine Manchester Apollo) est une salle de concert de Manchester, en Angleterre. Appelée localement The Apollo, c'est un monument classé qui a une capacité de 3 500 places, dont 986 places assises.
L'O2 Apollo Manchester a été construite pour accueillir un cinéma, qui devint plus tard l'ABC Cinema Ardwick. Il a été dessiné par les architectes Peter Cummings, Alex Irvine et R. Gillespie Williams et inauguré le 28 août 1938 par l'actrice Margaret Lockwood.
Jusque dans les années 1970, la salle continue à servir de cinéma, jusqu'à ce que cette industrie ne décline et qu'elle s'oriente alors vers les concerts.